# 638 Façons de tuer Castro
Pour plus de détails, voir Fiche technique et Distribution.
638 Façons de tuer Castro (638 Ways to Kill Castro) est un film documentaire britannique produit et diffusé par Channel 4 le 28 novembre 2006, qui raconte l'histoire de quelques-unes des nombreuses tentatives de la CIA pour tuer le dirigeant cubain Fidel Castro (1926-2016).
Le sous-texte du film est un commentaire sur la « guerre contre le terrorisme » contemporaine. Le producteur délégué du film est l'homme d'affaires britannique Peter Moore. Le film a été réalisé par Dollan Cannell et monté par Meredith Chambers.

## Synopsis
Le film révèle de multiples méthodes d'assassinat, des cigares explosifs aux femmes fatales, d'une station de radio truquée au LSD gazeux à une seringue empoisonnée se faisant passer pour un inoffensif stylo-plume. Fabian Escalante, l'ancien chef de la Direction du renseignement et l'homme qui a été chargé de protéger Castro pendant une grande partie des 49 années où il était au pouvoir, a déclaré que les agents cubains connaissaient plus de 600 complots et conspirations, tous imaginés pour mettre fin à la vie de Castro. Certains ont été perpétrés par la Central Intelligence Agency (CIA), en particulier au cours de la première moitié des années 1960. A partir des années 1970, les tentatives ont été le plus souvent le fait d'exilés cubains qui avaient été formés par la CIA peu après l'arrivée au pouvoir de Castro en 1959.
Le film contient également de nombreux documents tournés avec Antonio Veciana, l'exilé cubain qui a failli tuer Castro à trois reprises en 17 ans et que l'on retrouve à la tête d'un magasin de fournitures marines à Miami. Tous ces hommes, affirme le film, ont été soutenus et financés par le gouvernement des États-Unis. À un moment donné, la CIA a même demandé l'aide de la mafia dans l'espoir de réussir là où tant d'autres avaient échoué. Les autres personnages sont Félix Rodríguez, l'exilé cubain, l'agent de la CIA qui a formé les exilés cubains pour l'invasion de la Baie des Cochons et qui était présent lorsque l'armée bolivienne a tué Che Guevara en 1967 à la demande du président bolivien de l'époque, René Barrientos Ortuño, et Enrique Ovares, peut-être le premier homme à avoir attenté à la vie de Castro après sa prise de pouvoir. Robert Maheu (en) est également interviewé, l'associé de Howard Hughes qui a servi de liaison entre la CIA et les mafieux Johnny Roselli et Sam « Momo » Giancana, dans un autre complot visant à tuer Castro, cette fois à l'aide de pilules empoisonnées.

## Fiche technique
- Titre français : 638 Façons de tuer Castro[2],[3]
- Titre original : 638 Ways to Kill Castro[4]
- Réalisation : Dollan Cannell
- Photographie : Petra Graf, Michael Timney
- Montage : Oliver Huddleston
- Musique : Samuel Sim (en)
- Production : Kari Lia, Peter Moore
- Sociétés de production : Silver River Productions
- Pays de production :  Royaume-Uni
- Langue originale : anglais britannique
- Format : couleurs et noir et blanc - 1,33:1
- Genre : film documentaire
- Durée : 75 minutes
- Dates de diffusion : 
  - Royaume-Uni : 28 novembre 2006 (diffusion sur Channel 4)

## Polémique
En 2006, le documentaire a été au centre d'une polémique autour de la députée américaine Ileana Ros-Lehtinen. Dans ce documentaire, la républicaine de Miami, alors pressentie pour devenir la première républicaine de la commission des relations internationales de la Chambre des représentants, a déclaré : « Je me réjouis de pouvoir faire assassiner Fidel Castro et tout dirigeant qui opprime le peuple ». Un extrait de sa déclaration a été diffusé sur YouTube, où les médias ont rapidement repris l'information. La moralité de Ros-Lehtinen et son aptitude à exercer ses fonctions ont ensuite été remises en question par le public. Elle a répondu en affirmant que l'extrait avait été collé et qu'il avait été pris hors contexte ; mais après que son récit a été contesté par le réalisateur du film, elle a finalement publié une déclaration, à la veille de Noël, dans laquelle elle reconnaissait avoir fait la remarque en question. Elle s'est rapidement excusée et a été élue par la suite.